# Đường lên đỉnh Olympia năm thứ 10
Đường lên đỉnh Olympia năm thứ 10, thường được gọi tắt là Olympia 10 hay O10 là năm thứ 10 của cuộc thi Đường lên đỉnh Olympia dành cho thí sinh trung học phổ thông do Đài Truyền hình Việt Nam tổ chức. Cuộc thi năm thứ 10 được phát sóng trên kênh VTV3 từ ngày 31 tháng 5 năm 2009 và kết thúc với trận chung kết được truyền hình trực tiếp vào ngày 13 tháng 6 năm 2010.
Nhà vô địch của năm thứ 10 là Phan Minh Đức đến từ Trường Trung học phổ thông chuyên Hà Nội - Amsterdam, Hà Nội.

## Luật chơi

### Khởi động
Trong vòng 1 phút, mỗi thí sinh khởi động với 10 câu hỏi thuộc các lĩnh vực: Toán, Lý, Hóa, Sinh, Văn, Sử, Địa, Thể thao - nghệ thuật, Lĩnh vực khác, Tiếng Anh. Mỗi câu trả lời đúng được 10 điểm, trả lời sai không bị trừ điểm.

### Vượt chướng ngại vật
Có 8 từ hàng ngang, cũng là 8 gợi ý liên quan đến một chướng ngại vật mà các thí sinh phải đi tìm. Mỗi thí sinh có 2 lượt lựa chọn một trong các từ hàng ngang này, bắt đầu từ thí sinh ở vị trí số 1 đến vị trí số 4 và ngược lại. Cả bốn thí sinh trả lời câu hỏi bằng máy tính trong thời gian 15 giây. Trả lời đúng mỗi từ hàng ngang, thí sinh được 10 điểm (cộng thệm 5 điểm nếu là người chọn từ hàng ngang).
Ngoài ra còn có một gợi ý bổ sung, gọi là gợi ý thứ 9; theo đó một số chữ cái trong từ hàng ngang nếu có trong chướng ngại vật sẽ được tô đỏ.
Thí sinh có thể bấm chuông trả lời chướng ngại vật bất cứ lúc nào. Trả lời đúng chướng ngại vật trong vòng 2 từ hàng ngang đầu tiên được 80 điểm, trong vòng 7 từ hàng ngang được 40 điểm. Sau khi hết cả 8 từ hàng ngang, các thí sinh có thêm 15 giây suy nghĩ để đưa ra đáp án cho chướng ngại vật (trả lời đúng vẫn được 40 điểm). Nếu không có thí sinh giải được chướng ngại vật, gợi ý cuối cùng sẽ được đưa ra; trả lời đúng chướng ngại vật sau gợi ý cuối cùng này sẽ được 20 điểm. Nếu trả lời sai chướng ngại vật, thí sinh sẽ bị loại khỏi phần chơi này. 

### Tăng tốc
Có 4 câu hỏi được đưa ra trong đoạn băng, mỗi câu các thí sinh có 30 giây để trả lời bằng máy tính. Thí sinh trả lời đúng và nhanh nhất được 40 điểm, đúng và nhanh thứ 2 được 30 điểm, đúng và nhanh thứ 3 được 20 điểm, đúng và nhanh thứ 4 được 10 điểm.

### Thử sức cùng khán giả
Một câu hỏi của khán giả truyền hình sẽ được lựa chọn để thử thách cả 4 thí sinh tham dự chương trình. Các thí sinh sẽ tạo thành một nhóm và có 1 phút để đưa ra 1 câu trả lời duy nhất. Nếu 4 học sinh trả lời đúng thì sẽ nhận được phần thưởng từ chương trình, ngược lại khán giả đưa ra câu hỏi sẽ nhận phần thưởng.

### Về đích
Có 3 gói câu hỏi với các mức 40, 60, 80 điểm để thí sinh lựa chọn. Trong đó gói 40 điểm gồm 4 câu hỏi 10 điểm, gói 60 điểm gồm 2 câu hỏi 10 điểm và 2 câu hỏi 20 điểm, gói 80 điểm gồm 1 câu hỏi 10 điểm, 2 câu hỏi 20 điểm và 1 câu hỏi 30 điểm. Thời gian suy nghĩ và trả lời của câu 10 điểm là 10 giây, câu 20 điểm là 15 giây, câu 30 điểm là 20 giây.
Thí sinh đang trả lời gói câu hỏi của mình phải đưa ra câu trả lời trong thời gian quy định của chương trình. Nếu không trả lời được câu hỏi thì các thí sinh còn lại có 5 giây để bấm chuông giành quyền trả lời. Trả lời đúng được cộng thêm số điểm của câu hỏi từ thí sinh đang thi, trả lời sai sẽ bị trừ nửa số điểm của câu hỏi.
Thí sinh có quyền được đặt ngôi sao hy vọng một lần trước bất kỳ câu hỏi nào. Trả lời đúng được gấp đôi số điểm, trả lời sai bị trừ đi đúng số điểm của câu hỏi đặt ngôi sao hy vọng.
Câu hỏi cuối cùng trong mỗi gói 60 hoặc 80 điểm sẽ xuất hiện trong một đoạn băng ngắn do nhóm phóng viên Olympia thực hiện.

## Các số phát sóng
| Chung kết năm | Chung kết năm    | Tổng kết | Tổng kết                                                                        |
| ------------- | ---------------- | -------- | ------------------------------------------------------------------------------- |
| Quý 1         | Nguyễn Hữu Phước | Vô địch  | Phan Minh Đức THPT Chuyên Hà Nội - Amsterdam, Hà Nội                            |
| Quý 2         | Đỗ Đức Hiếu      | Vô địch  | Phan Minh Đức THPT Chuyên Hà Nội - Amsterdam, Hà Nội                            |
| Quý 3         | Giang Thanh Tùng | Kỷ lục   | Nguyễn Quí Hiển - 350 điểm PT Năng khiếu, ĐHQG TP. Hồ Chí Minh, TP. Hồ Chí Minh |
| Quý 4         | Phan Minh Đức    | Kỷ lục   | Nguyễn Quí Hiển - 350 điểm PT Năng khiếu, ĐHQG TP. Hồ Chí Minh, TP. Hồ Chí Minh |

### Chương trình đặc biệt: Nhìn lại Olympia năm thứ 10
Chương trình đặc biệt nhằm nhìn lại hành trình của Đường lên đỉnh Olympia trong năm thứ 10, điểm lại những phần thi ấn tượng, những khoảnh khắc thú vị và những tình huống hài hước của năm đó.

### Chương trình đặc biệt: Gala 10 năm Đường lên đỉnh Olympia
Đêm gala kỷ niệm 10 năm của chương trình Đường lên đỉnh Olympia với sự tham gia của các thí sinh đã từng tham dự chương trình trong suốt 10 năm qua. Khắc Cường và Việt Khuê là hai MC chính của chương trình.

### Cầu truyền hình trực tiếp: Chung kết Đường lên đỉnh Olympia năm thứ 10
Đây là lần đầu tiên có hai thí sinh trong cùng một địa phương giành quyền tham dự cuộc thi chung kết.
| Họ và tên thí sinh | Trường                                 | Khởi động | VCNV | Tăng tốc | Về đích | Tổng điểm |
| ------------------ | -------------------------------------- | --------- | ---- | -------- | ------- | --------- |
| Nguyễn Hữu Phước   | THPT Chuyên Quang Trung, Bình Phước    | 80        | 10   | 80       | -20     | 150       |
| Đỗ Đức Hiếu        | THPT Lê Lợi, Thanh Hoá                 | 40        | 10   | 120      | 80      | 250       |
| Phan Minh Đức      | THPT Chuyên Hà Nội - Amsterdam, Hà Nội | 50        | 55   | 90       | 100     | 295       |
| Giang Thanh Tùng   | THPT Sầm Sơn, Thanh Hoá                | 40        | 20   | 90       | -45     | 105       |

- Dẫn chương trình tại các điểm cầu: Dương Hồng Phúc (điểm cầu Bình Phước), Vũ Thu Trang (điểm cầu THPT Lê Lợi, Thanh Hoá), Nguyễn Hồng Nhung (điểm cầu THPT Sầm Sơn, Thanh Hoá), Nguyễn Hữu Việt Khuê (điểm cầu Hà Nội).

## Tranh cãi

### Phát âm sai vẫn vô địch
Trong trận chung kết Đường lên đỉnh Olympia năm thứ 10, trước câu hỏi cuối cùng của thí sinh Giang Thanh Tùng, người dẫn đầu là Phan Minh Đức đang hơn người đứng thứ hai Đỗ Đức Hiếu 15 điểm. Câu hỏi của Giang Thanh Tùng là câu hỏi tiếng Anh về thợ sửa ống nước ("plumber") nhưng Thanh Tùng đã trả lời sai và Minh Đức giành quyền trả lời là "pờ-lăm-bờ". Sau đó, MC Tùng Chi yêu cầu thí sinh đánh vần lại, và Đức đã đánh vần "p-l-u-m-p-e-r". Nếu trả lời đúng, Đức sẽ đạt 295 điểm và có vòng nguyệt quế còn nếu sai, thí sinh này sẽ bằng điểm với Đỗ Đức Hiếu (250 điểm). Người dẫn Tùng Chi chấp nhận đáp án của Đức. Tuy nhiên, cách phát âm của Đức có vấn đề (âm /b/ trong từ plumber là âm câm) cũng như Đức đánh vần sai, khiến nhiều khán giả không đồng ý với kết quả chung cuộc và cảm thấy thiệt thòi cho Đỗ Đức Hiếu. Cố vấn tiếng Anh đã khẳng định câu trả lời của Đức không có vấn đề gì vì "hầu hết người châu Á đều dễ bị nhầm lẫn như vậy, còn phần đánh vần trong câu hỏi không yêu cầu". Cuối cùng Đức vẫn giành suất học bổng 35.000 USD.